# Alexander Machado
Alexander Nicolás Machado Aycaguer (Montevideo, Uruguay, 28 de mayo de 2002) es un futbolista uruguayo que juega en la posición de delantero. Actualmente milita en Defensor Sporting Club de la Primera División de Uruguay, cedido por el Club Atlético Peñarol. 

## Trayectoria
Canterano del C. A. Cerro, debutó como profesional con el club el 5 de mayo de 2019 en la derrota liguera por 2-0 ante el Defensor Sporting Club. Antes de la temporada 2021 se unió a C. A. Boston River. El 24 de enero de 2025 el Club Atlético Peñarol confirmó su arribo para la presente temporada tras comprar el 20 por ciento de su ficha.

## Selección nacional
Es un ex internacional juvenil de Uruguay. Formó parte de la selección sub-17 en el Campeonato Sudamericano de Fútbol Sub-17 de 2019. Jugó cuatro partidos en el torneo y marcó un gol.

## Estadísticas

### Clubes
Actualizado al último partido disputado el 19 de septiembre de 2022.
| Club                         | Div.          | Temporada     | Liga  | Liga  | Copas nacionales | Copas nacionales | Copas internacionales | Copas internacionales | Total | Total |
| Club                         | Div.          | Temporada     | Part. | Goles | Part.            | Goles            | Part.                 | Goles                 | Part. | Goles |
| ---------------------------- | ------------- | ------------- | ----- | ----- | ---------------- | ---------------- | --------------------- | --------------------- | ----- | ----- |
| C. A. Cerro · Uruguay        | 1.ª           | 2019          | 17    | 1     | 0                | 0                | 1                     | 0                     | 18    | 1     |
| C. A. Cerro · Uruguay        | 1.ª           | 2020          | 12    | 0     | 0                | 0                | —                     | —                     | 12    | 0     |
| C. A. Cerro · Uruguay        | Total club    | Total club    | 29    | 1     | 0                | 0                | 1                     | 0                     | 30    | 1     |
| C. A. Boston River · Uruguay | 1.ª           | 2021          | 16    | 0     | 0                | 0                | —                     | —                     | 16    | 0     |
| C. A. Boston River · Uruguay | 1.ª           | 2022          | 26    | 6     | 1                | 0                | —                     | —                     | 27    | 6     |
| C. A. Boston River · Uruguay | Total club    | Total club    | 42    | 6     | 1                | 0                | 0                     | 0                     | 43    | 6     |
| Total carrera                | Total carrera | Total carrera | 71    | 7     | 1                | 0                | 1                     | 0                     | 73    | 7     |